# Alexandre Monnet
Pour les articles homonymes, voir Monnet.
Alexandre Monnet est un ecclésiastique catholique français né le 4 janvier 1812 à Mouchin, dans le Nord, et mort à Dzaoudzi, à Mayotte, à la fin de l'année 1849. Il est surtout connu pour son engagement antiesclavagiste à l'île de La Réunion, où il arrive le 9 juin 1840.

## Biographie
Alexandre Monnet entre au petit séminaire de Cambrai en 1829 où il est ordonné prêtre en 1837. Il entre au séminaire colonial le 19 février 1840 et quitte la France pour Bourbon le 20 février 1840.
Arrivé à Bourbon le 9 juin 1840, Alexandre Monnet est nommé vicaire à Saint Denis. Il met en place une nouvelle doctrine missionnaire : la moralisation, dit-il, n’a aucune chance de réussir sans émancipation. Les esclaves ne seront jamais religieux tant qu’ils vivront sous la dépendance des colons. Pour Alexandre Monnet, la "mission des Noirs" est un tout, foi et morales sont liées. Alexandre Monnet va donc à la rencontre des esclaves dans les plantations. Il rédige à leur usage un catéchisme en créole. Sa mission se fait itinérante.
Fervent abolitionniste, Alexandre Monnet voit dans les esclaves des êtres humains dignes de confiance. Les colons de Saint Denis se soulèvent contre lui le 12 septembre 1847 et obtiennent du gouverneur Joseph Graëb son expulsion de la colonie le 28 septembre 1847.
Le 8 mars 1848, Alexandre Monnet devient Supérieur de la Congrégation du Saint-Esprit et l’interlocuteur de Victor Schœlcher[réf. nécessaire] sur l’île durant le gouvernement provisoire de 1848. Lorsqu’il apprend que l’esclavage est sur le point d’être aboli en avril 1848, il envoie un courrier aux membres du clergé pour leur demander, en vain, de convaincre les colons d’affranchir leurs esclaves sans attendre l’application du décret sur l’île. L’esclavage sera aboli à La Réunion le 20 décembre 1848.
Alexandre Monnet est nommé « Vicaire apostolique (Évêque) de Madagascar » le 3 octobre 1848. Il meurt le 1er décembre 1849 à l'hôpital de Mayotte au cours du long voyage qui l'emmenait de Cherbourg à Madagascar.